# Liste der Zubringerstraßen in Rotterdam
Die Liste der Zubringerstraßen in Rotterdam ist eine Auflistung der Zubringerstraßen (niederländisch: stadsrouten) in der zweitgrößten niederländischen Stadt Rotterdam.
Die Zubringerstraßen werden mit einem kleinen s und einer dreistelligen Zahl, die mit einer 1 beginnt, gekennzeichnet.

## Zubringerstraßen
Die Zubringerstraßen mit den Kennungen s 101 bis s 114 verbinden die Siedlungsgebiete der Stadt Rotterdam mit den Autobahnen (rijkswegen), die Rotterdam umgeben. 
| Nr.  | Verlauf |
| ---- | --- |
| S101 | Groenedijk – Willem Barentszstraat – Reeweg – – Reeweg – Waalhaven Zuidzijde – Waalhaven Oostzijde – Doklaan – Brielselaan – //s 120                       |
| S102 | / – Groene Kruisweg – s 124 – Groene Kruisweg – Dorpsweg – //s 120                                                                                         |
| S103 | / – Vaanweg – s 123 – Vaanweg – s 124 – Vaanweg – s 121 – Strevelsweg – s 122 – Pleinweg – //s 120 – Maastunnel – /                                        |
| S104 | – IJsselmondse Randweg |
| S105 | – Rotterdamseweg – Groeninx van Zoelenlaan – Kreekhuizenlaan – s 126 – Klein Nieuwland – Olympiaweg –                                                      |
| S106 | – IJsselmondseplein – s 126 – John F. Kennedyweg – Stadionweg – s 125 – Stadionweg – – Varkenoordse Viaduct – s 123 – Laan op Zuid – s 122 – Erasmusbrug – |
| S107 | / – Abram van Rijckevorselweg – – Abram van Rijckevorselweg – Maasboulevard –                                                                              |
| S108 | – Jacques Dutilhweg – Kralingse Zoom – |
| S109 | – Capelseweg – Hoofdweg – – Bosdreef – – Boezemstraat – Boezemweg –                                                                                        |
| S111 | – Boezemlaan – |
| S112 | / – G.K. van Hogendorpweg – – Schieplein – Schieweg – Schiekade – Hofplein –                                                                               |
| S113 | / – Kleinpolderplein – Stadhoudersweg – Statenweg – Statentunnel –                                                                                         |
| S114 | / – Doenkade – Maltingeweg – – Tjalklaan – Vierhavensstraat – Westzeedijk – Drooglever Fortuynplein – /                                                    |

## Innenring
Am Innenring (centrumring), der selbst keine Zubringerstraße ist, enden manche der oben aufgeführten Zubringerstraßen. 
| Nr.  | Verlauf |
| ---- | --- |
| S100 | / – Drooglever Fortuynplein – Westzeedijk – Vasteland – – Leuvehaven – Boompjes – s 123 – Maasboulevard – – Oostbrug – Oostmolenwerf – Oostplein – – Goudsesingel – Pompenburg – Hofplein – – Weena – / – Henegouwerlaan – ’s-Gravendijkwal – Drooglever Fortuynplein – / |

## Weitere Straßen
Diese weiteren Straßen (s 115 bis s 127) beginnen oder enden nicht an einer Autobahnauffahrt und führen auch an keiner Autobahnauffahrt vorbei. Manche von ihnen befinden sich noch in der Planungsphase.
| Nr.   | Verlauf |
| ----- | --- |
| S115  | Horvathweg – Beukelsweg – Beukelsdijk – / |
| S118  | / – Groene Kruisweg – Driemanssteeweg – s 121 – Zuiderparkweg – Slinge – Spinozaweg – s 123/s 126 |
| s 120 | / – Brieselaan – s 122 – Putselaan – s 123 |
| s 121 | Zuiderparkweg – s 124 – Zuiderparkweg – Ahoyweg – |
| s 122 | – Strevelsweg – s 125 – Dordtselaan – s 120 – Maashaven Oostzijde – Hillelaan – Posthumalaan – |
| s 123 | – Victorhugoweg – Spinozaweg – s 126 – Molenvliet – Colosseumweg – s 120 – 2e Rosestraat – – 2e Rosestraat – Rosestraat – Roentgenstraat – Nassaukade – Koninginnebrug – Prins Hendrikkade – Willemsbrug – Boompjes – |
| s 124 | – Oldegaarde – s 121 – Oldegaarde – |
| s 125 | s 122 – Strevelsweg – Bree – Breeweg – Coen Moulijnweg – |
| s 126 | s 123 – Spinozaweg – Kreekhuizenplein – Kreekhuizenlaan – – Klein Nieuwland – Adriaan Volkerlaan – IJsselmondseplein –                                                                                                |

## Geplante Straßen
Die folgenden Planungen sind derzeit bekannt.
| Nr.   | Verlauf |
| ----- | --- |
| S108  | bestehende ... – Kralingse Zoom – Nesserdijk – neue Brücke – |
| S110  | – Ankie Verbeek-Ohrlaan – – Molenlaan – Terbregseweg – |
| S111  | – Grindweg – Bergse Dorpsstraat – Straatweg – Straatwegstraat – Gordelweg – ... bestehende ... – Boezemlaan – Kralingse Plaslaan – Kralingseweg – Kralingse Zoom – |
| s 127 | – Prins Alexanderlaan – Capelseplein – |